# Natação no Campeonato Europeu de Esportes Aquáticos de 2014 - 200 m livre masculino
A prova dos 200 metros livre masculino da natação no Campeonato Europeu de Esportes Aquáticos de 2014 ocorreu nos dias 19 e 20 de agosto em Berlim, na Alemanha. 

## Calendário
| Fase          | Data         | Hora  |
| ------------- | ------------ | ----- |
| Eliminatórias | 19 de agosto | 09:42 |
| Semifinal     | 19 de agosto | 19:17 |
| Final         | 20 de agosto | 18:52 |

Todos os horários estão no horário local (UTC+1)

## Recordes
Antes desta competição, os recordes eram os seguintes:
| Recorde mundial       | Paul Biedermann           | 1:42.00 | Roma   | 28 de julho de 2009 |
| Recorde europeu       | Paul Biedermann           | 1:42.00 | Roma   | 28 de julho de 2009 |
| Recorde do campeonato | Pieter van den Hoogenband | 1:44.89 | Berlim | 2 de agosto de 2002 |

## Medalhistas
| Ouro                      | Prata                 | Bronze              |
| Velimir Stjepanović (SRB) | Paul Biedermann (GER) | Yannick Agnel (FRA) |

## Resultados

### Eliminatórias
Esses foram os resultados das eliminatórias. 
| Pos. | Bateria | Raia | Nadador               | Nacionalidade | Tempo   | Notas |
| ---- | ------- | ---- | --------------------- | ------------- | ------- | ----- |
| 1    | 6       | 4    | Paul Biedermann       | Alemanha      | 1:46.62 | Q     |
| 2    | 5       | 6    | Artem Lobuzov         | Rússia        | 1:47.51 | Q     |
| 3    | 5       | 5    | Sebastiaan Verschuren | Países Baixos | 1:47.52 | Q     |
| 4    | 7       | 6    | Dominik Kozma         | Hungria       | 1:47.99 | Q     |
| 5    | 7       | 5    | Velimir Stjepanović   | Sérvia        | 1:48.02 | Q     |
| 6    | 6       | 2    | Pieter Timmers        | Bélgica       | 1:48.06 | Q     |
| 7    | 6       | 3    | Clemens Rapp          | Alemanha      | 1:48.08 | Q     |
| 8    | 6       | 5    | Andrea D'Arrigo       | Itália        | 1:48.24 | Q     |
| 9    | 7       | 4    | Yannick Agnel         | França        | 1:48.27 | Q     |
| 10   | 7       | 7    | Robin Backhaus        | Alemanha      | 1:48.28 |       |
| 11   | 5       | 3    | Filippo Magnini       | Itália        | 1:48.45 | Q     |
| 12   | 6       | 6    | Dion Dreesens         | Países Baixos | 1:48.59 | Q     |
| 13   | 5       | 2    | Yannick Lebherz       | Alemanha      | 1:48.70 |       |
| 14   | 6       | 9    | Matias Koski          | Finlândia     | 1:48.73 |       |
| 15   | 6       | 0    | Anders Lie            | Dinamarca     | 1:48.83 | Q     |
| 16   | 5       | 9    | David Brandl          | Áustria       | 1:48.87 | Q     |
| 17   | 7       | 3    | Alexandr Sukhorukov   | Rússia        | 1:48.88 | Q     |
| 18   | 7       | 2    | Viacheslav Andrusenko | Rússia        | 1:48.96 |       |
| 19   | 5       | 1    | Glenn Surgeloose      | Bélgica       | 1:49.11 | Q     |
| 20   | 7       | 9    | Lorys Bourelly        | França        | 1:49.17 |       |
| 21   | 7       | 0    | Louis Croenen         | Bélgica       | 1:49.25 |       |
| 22   | 7       | 1    | Jan Świtkowski        | Polónia       | 1:49.41 |       |
| 23   | 5       | 8    | Tom Kremer            | Israel        | 1:49.46 |       |
| 24   | 6       | 8    | Clement Mignon        | França        | 1:49.49 |       |
| 25   | 5       | 4    | Nikita Lobintsev      | Rússia        | 1:49.55 |       |
| 26   | 6       | 7    | Ferry Weertman        | Países Baixos | 1:49.58 |       |
| 27   | 5       | 0    | Miguel Durán          | Espanha       | 1:49.66 |       |
| 28   | 3       | 2    | Christian Scherübl    | Áustria       | 1:49.79 |       |
| 29   | 5       | 7    | Grégory Mallet        | França        | 1:49.85 |       |
| 30   | 4       | 7    | Joost Reijns          | Países Baixos | 1:49.89 |       |
| 31   | 6       | 1    | Emmanuel Vanluchene   | Bélgica       | 1:49.93 |       |
| 32   | 7       | 8    | Victor Martin         | Espanha       | 1:50.03 |       |
| 33   | 4       | 2    | Felix Auböck          | Áustria       | 1:50.18 |       |
| 34   | 4       | 0    | Alexi Konovalov       | Israel        | 1:50.21 |       |
| 35   | 4       | 6    | Christos Katranzis    | Grécia        | 1:50.29 |       |
| 35   | 3       | 4    | Simonas Bilis         | Lituânia      | 1:50.29 |       |
| 35   | 3       | 3    | Jean-Baptiste Febo    | Suíça         | 1:50.29 |       |
| 38   | 3       | 1    | Doğa Çelik            | Turquia       | 1:50.60 |       |
| 39   | 4       | 4    | Mattias Carlsson      | Suécia        | 1:50.82 |       |
| 40   | 4       | 9    | Pawel Werner          | Polónia       | 1:50.93 |       |
| 41   | 3       | 5    | Oscar Ekström         | Suécia        | 1:51.10 |       |
| 42   | 3       | 9    | Stefan Šorak          | Sérvia        | 1:51.19 |       |
| 43   | 2       | 6    | David Kunčar          | Chéquia       | 1:51.33 |       |
| 43   | 3       | 6    | Martin Bau            | Eslovênia     | 1:51.33 |       |
| 45   | 4       | 1    | Max Litchfield        | Reino Unido   | 1:51.38 |       |
| 46   | 4       | 3    | David Karasek         | Suíça         | 1:51.41 |       |
| 47   | 3       | 0    | Adam Paulsson         | Suécia        | 1:51.42 |       |
| 48   | 4       | 5    | Dawid Zieliński       | Polónia       | 1:51.46 |       |
| 49   | 3       | 7    | Alexandre Haldemann   | Suíça         | 1:51.60 |       |
| 50   | 2       | 2    | Pit Brandenburger     | Luxemburgo    | 1:52.26 |       |
| 51   | 2       | 7    | Anton Goncharov       | Ucrânia       | 1:52.59 |       |
| 52   | 1       | 5    | Sergiy Varvaruk       | Ucrânia       | 1:52.78 |       |
| 53   | 2       | 3    | Gustav Aberg          | Suécia        | 1:53.02 |       |
| 54   | 2       | 4    | Irakli Revishvili     | Geórgia       | 1:53.04 |       |
| 55   | 1       | 4    | Nezir Karap           | Turquia       | 1:53.22 |       |
| 56   | 4       | 8    | Tomas Havránek        | Chéquia       | 1:53.71 |       |
| 57   | 2       | 1    | Brendan Hyland        | Irlanda       | 1:53.96 |       |
| 58   | 1       | 3    | Davit Sikharulidze    | Geórgia       | 1:54.22 |       |
| 59   | 2       | 8    | Uladzimir Zhyharau    | Bielorrússia  | 1:54.80 |       |
| 60   | 2       | 5    | Julien Henx           | Luxemburgo    | 1:55.83 |       |
| —    | 3       | 8    | Kemal Arda Gürdal     | Turquia       |         | DNS   |

### Semifinal
Esses foram os resultados das semifinais. 
Semifinal 1
| Pos. | Raia | Nadador          | Nacionalidade | Tempo   | Notas |
| ---- | ---- | ---------------- | ------------- | ------- | ----- |
| 1    | 5    | Dominik Kozma    | Hungria       | 1:46.89 | Q     |
| 2    | 4    | Artem Lobuzov    | Rússia        | 1:47.43 | Q     |
| 3    | 3    | Pieter Timmers   | Bélgica       | 1:47.76 | Q     |
| 4    | 2    | Filippo Magnini  | Itália        | 1:47.93 | Q     |
| 5    | 6    | Andrea D'Arrigo  | Itália        | 1:47.94 |       |
| 6    | 7    | Matias Koski     | Finlândia     | 1:48.06 |       |
| 7    | 8    | Glenn Surgeloose | Bélgica       | 1:48.97 |       |
| 8    | 1    | David Brandl     | Áustria       | 1:49.19 |       |

Semifinal 2
| Pos. | Raia | Nadador               | Nacionalidade | Tempo   | Notas |
| ---- | ---- | --------------------- | ------------- | ------- | ----- |
| 1    | 4    | Paul Biedermann       | Alemanha      | 1:46.69 | Q     |
| 2    | 3    | Velimir Stjepanović   | Sérvia        | 1:46.79 | Q,    |
| 3    | 5    | Sebastiaan Verschuren | Países Baixos | 1:47.88 | Q     |
| 4    | 2    | Yannick Agnel         | França        | 1:47.90 | Q     |
| 5    | 6    | Clemens Rapp          | Alemanha      | 1:48.07 |       |
| 6    | 8    | Alexandr Sukhorukov   | Rússia        | 1:48.29 |       |
| 7    | 7    | Dion Dreesens         | Países Baixos | 1:48.40 |       |
| 8    | 1    | Anders Lie            | Dinamarca     | 1:48.94 |       |

### Final
Esse foi o resultado da final. 
| Pos.              | Raia | Nadador               | Nacionalidade | Tempo   | Notas            |
| ----------------- | ---- | --------------------- | ------------- | ------- | ---------------- |
| Medalha de ouro   | 5    | Velimir Stjepanović   | Sérvia        | 1:45.78 | Recorde nacional |
| Medalha de prata  | 4    | Paul Biedermann       | Alemanha      | 1:45.80 |                  |
| Medalha de bronze | 1    | Yannick Agnel         | França        | 1:46.65 |                  |
| 4                 | 3    | Dominik Kozma         | Hungria       | 1:46.78 |                  |
| 5                 | 2    | Pieter Timmers        | Bélgica       | 1:47.01 |                  |
| 6                 | 7    | Sebastiaan Verschuren | Países Baixos | 1:47.16 |                  |
| 7                 | 6    | Artem Lobuzov         | Rússia        | 1:47.27 |                  |
| 8                 | 8    | Filippo Magnini       | Itália        | 1:47.42 |                  |